# Кампора, Эктор Хосе
Э́ктор Хосе́ Ка́мпора (исп. Héctor José Cámpora, 26 марта 1909, Мерседес, провинция Буэнос-Айрес, Аргентина — 18 декабря 1980, Куэрнавака, Мексика) — аргентинский политический деятель лево-перонистского толка, президент Аргентины, ушедший в отставку после 49 дней правления, чтобы уступить свой пост Хуану Перону.

## Биография
Политик, которого впоследствии прозвали el Tío (Дядя) родился самым младшим, четвёртым ребёнком (от первого брака в семье было ещё 3 ребёнка, их мать, Каталина Лертора, 1-я жена отца, умерла) в семье владельца богатого магазина, которые эмигрировали из итальянской Генуи.
С марта 1929 года учился и в декабре 1933 года окончил медицинский факультет Национального университета Кордовы по специальности стоматология. В период учёбы был одним из лидеров студенческого движения.
Работал стоматологом, в 1934 году переехал в Сан-Андрес-де-Гилес, возглавлял в нём местное спортивное общество, а также 15 апреля 1937 года женился на единственной дочери богатой вдовы.
В 1944—1945 годах был мэром города. Во время визита в город генерала Хуана Перона познакомился с ним лично, после чего присоединился к группе, готовившей его победу на выборах.
- 1946 г. — одновременно с победой Перона на президентских выборах, становится членом Палаты депутатов; в июне того же года назначен вице-президентом первого Исполнительного совета перонистской партии провинции Буэнос-Айрес
- 1948—1952 гг. — председатель Палаты депутатов Аргентины (в этот период близко сотрудничал с Эвой Перон[1])
- 1949 г. — первый вице-президент Конституционного конгресса, который принял Конституцию 1949 года[2]
- февраль 1951 г. — член Высшего совета перонистской партии, совместно с представителями профсоюзных организаций возглавил движение за выдвижение Э. Перон на пост вице-президента страны [3]
- 1953 г. — назначен послом по особым поручениям при МИДе Аргентины, посетил 17 стран
- 1955 г. — после военного переворота, получившего название Освободительная революция, был арестован и обвинен в коррупции и хищениях, находился в тюремном заключении в тюрьме в Ушуае, где оставался до декабря 1956 года, затем был переведён в тюрьму в Рио-Гальегос, где содержались политические заключенные, перонисты и коммунисты
- В марте 1957 г. — вместе с пятью другими лидерами перонистов (Джон Уильям Кук и Хосе Эспехо[исп.]) бежал из тюрьмы, что потрясло режим и общественное мнение; беглецы перешли границу Чили и попросили там политического убежища (позже Верховный суд Чили отказал Аргентине в их выдаче)
- 1960 г. — вернулся в страну после снятия всех обвинений
- 1965 г. — вернулся к политической деятельности, избран советником муниципалитета Сан-Андрес-де-Гилес
- 1966 г. — после военного переворота и запрета политических партий отстранён от должности
- 1971—1973 гг. — имел статус «личного делегата» Хуана Перона в Аргентине

## Президентство
14 декабря 1972 года не без внутрипартийных дискуссий был выдвинут кандидатом на пост президента от Хустисиалистской партии в связи с тем, что лидеру партии, Хуану Перону, было запрещено баллотироваться.
11 марта 1973 года с результатом 49,56 % был избран главой государства (кандидат правящей хунты Рикардо Бальбин получил 21,29%). Перонисты выигрывали в 20 из 22 штатов страны.

В честь победы оппозиции собрался миллионный митинг.

Последовал сложный переходный период: военные не могли смириться с потерей власти, а вооружённая оппозиция – прекратить свои действия (однако обещала объявить перемирие после вступления нового президента в должность). Э. Кампора и перонисты постоянно вели переговоры, искали и находили компромиссы.
25 мая состоялась инаугурация нового президента, на которой присутствовали, в частности, главы Чили – социалист Сальвадор Альенде и Кубы – коммунист Освальдо Дортикос.

В качестве первых своих решений постановил освободить политических заключенных; объявил амнистию по "политическим преступлениям"; 28 мая восстановил дипломатические отношения с Кубой и подписал с ней торговые соглашения в обход американских санкций; остановил забастовочное движение; вступил в переговоры с представителями революционных и партизанских левых сил. В первые же дни правления были заменены командующие сухопутными силами, авиацией и флотом.
Его 49-дневное правление характеризовалось поиском политических и социальных соглашений (в частности, удалось договориться о перемирии с партизанами из Монтонерос). Социальный пакт между правительством, профсоюзами и работодателями, подписанный 8 июня и предусматривавший замораживание цен и подъём зарплат трудящихся, также был одним из наиболее важных мер. Последствия экономической политики выразились в росте ВВП, заметном снижении безработицы и инфляции и укреплении аргентинского песо. На международном уровне была принята политика неприсоединения в «холодной войне», снижения зависимости Аргентины от США и укрепление латиноамериканских отношений.
20 июня 1973 года, во время возвращения в страну Хуана Перона, произошёл кровавый инцидент, устроенный членами ультраправого «эскадрона смерти» в отношении левых «монтонерос», который вошёл в историю Аргентины как бойня в Эсейсе.
13 июля 1973 г. вместе с вице-президентом Висенте Солано Лимой ушёл в отставку, объявив новые выборы, чтобы дать возможность занять президентский пост Хуану Перону. Впоследствии был назначен послом в Мексике.
При правлении Марии Эстелы Мартинес де Перон был исключён из партии.
После государственного переворота 1976 года, когда вооруженная группа попыталась убить его в своем доме, сумел укрыться в мексиканском посольстве в Буэнос-Айресе, где прожил более трёх лет. Через три года, после того как у политика был диагностирован рак, военные власти Аргентины разрешили ему уехать в Мексику, где он и скончался.

Его останки были возвращены на родину в 1991 году и захоронены на кладбище Сан-Андрес-де-Гилес.